# شبنم قزم
شبنم قزم (الاسم العلمي: Casuarius bennetti) هو نوع من الطيور يتبع جنس الشبنم من فصيلة الشبنمية.